# Leone Strozzi

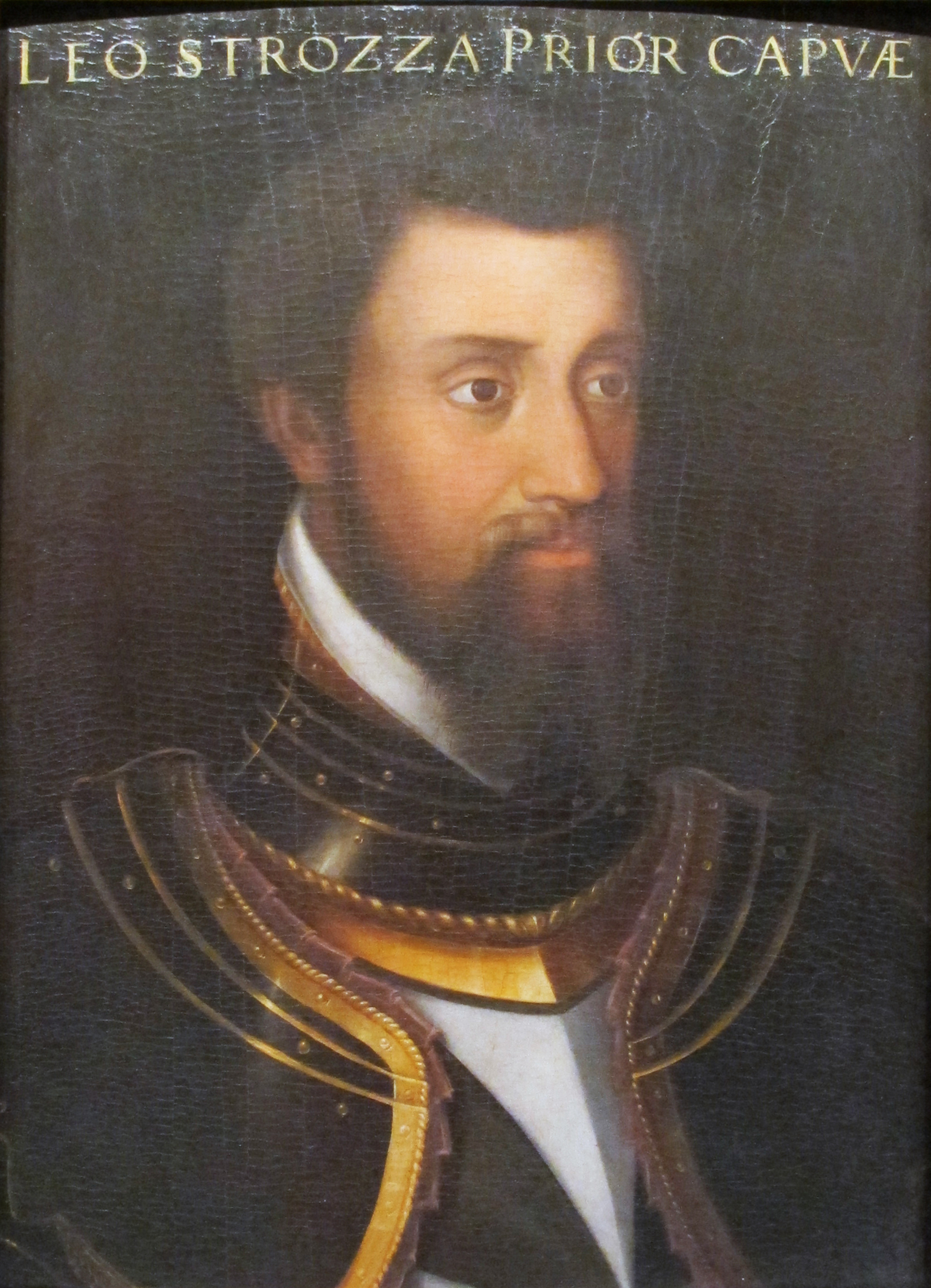
Leone Strozzi

Leone Strozzi (Florence, 15 oktober 1515 - Scarlino, 28 juni 1554) was een Italiaanse condottiere uit de Florentijnse familie Strozzi.

## Biografie
Leone Strozzi was een zoon van Filippo Strozzi de Jongere en Clarice de' Medici. Na de dood van zijn vader in de Slag bij Montemurlo, vluchtte hij samen met zijn broers naar Frankrijk, naar het hof van Catharina de' Medici. In 1530 werd Leone Strozzi lid van de Orde van Malta. Hij werd in de orde benoemd tot admiraal en tot prior van Capua. Hij diende ook als admiraal onder de Fransen. Tijdens het beleg van Scarlino stierf Leone aan kogelwonden in een poging om de republiek Siena te beschermen tegen het Heilige Roomse Rijk.